# Slag om Tsjernobyl
De Slag om de Kerncentrale Tsjernobyl vond plaats op 24 februari 2022, de eerste dag van de Russische invasie van Oekraïne, in de zogeheten vervreemdingszone. Nog diezelfde dag slaagden de Russische strijdkrachten erin om de kerncentrale in te nemen.

## Inname
In de middag van 24 februari kwam er vanuit het Oekraïense ministerie van Binnenlandse Zaken de waarschuwing dat het Russische leger het gebied rond de kerncentrale aanviel.  Even later werd gemeld dat Russische soldaten de werknemers van de kerncentrale in gijzeling hielden.
Aan het eind van de dag waren ook de vlakbij gelegen steden Tsjernobyl en Pripjat door de Russen ingenomen.
Volgens het Internationaal Atoomenergieagentschap waren er die dag geen slachtoffers of schade op het industriële gebied van de kerncentrale. Een Russische soldaat overleed korte tijd later door stralingsvergiftiging.
De 169 soldaten van de Nationale Garde van Oekraïne die aanwezig waren om toezicht te houden op de kerncentrale, werden opgesloten in een ondergrondse bunker op de locatie.

## Nasleep en gevolgen
Na de Russische inname van de kerncentrale viel de verbinding met het elektriciteitsnet weg. Er bleef nog altijd koeling nodig voor hoogradioactief materiaal, en voor de noodkoeling was er slechts een beperkte hoeveelheid brandstof voor de dieselgeneratoren.
Meteen na de inname werd gewaarschuwd voor het gevaar van verhoogde radioactiviteit. Presidentieel adviseur Mykhailo Podoliak waarschuwde voor een ernstige bedreiging voor Europa.
Op 9 maart berichtte de Oekraïense minister van Buitenlandse Zaken Koeleba dat de verbinding van de kerncentrale met het elektriciteitsnet was weggevallen. Op 10 maart zou volgens berichten de toevoer van elektriciteit naar de centrale weer zijn hersteld, maar Rafael Grossi van het Internationaal Agentschap voor Atoomenergie (IAEA) liet weten dat de nucleaire waakhond van de VN niet in staat was om dat te controleren.
Op 13 maart werd de elektriciteitstoevoer opnieuw verbroken door het Russische leger, en moesten de noodaggregaten weer worden opgestart. In de centrale werd geen elektriciteit opgewekt, maar er werd wel een grote hoeveelheid radioactief afval bewaard, die continu gekoeld moest worden. Ook in het nabijgelegen dorp Slavoetytsj, iets ten noorden van Kyiv, was er geen elektrische stroom. Er werden reparatiewerkzaamheden uitgevoerd in het door de Russen bezette gebied. In de nacht van 20 op 21 maart werd volgens IAEA-voorman Grossi uiteindelijk de helft van de medewerkers afgelost door ander Oekraïens personeel.

## Russische terugtrekking uit het gebied
Op 1 april werd van Oekraïense zijde gemeld dat het gebied in en rond Tsjernobyl definitief door de Russische troepen was verlaten. Er waren sporen van plunderingen in de gebouwen en volgens Oekraïense bronnen werden 133 voorwerpen met radioactieve straling meegenomen. In het "rode bos", een natuurgebied naast de kerncentrale, dat als radioactiefste terrein van Europa geldt, werden door Russische soldaten aangelegde loopgraven gevonden. Naar inschatting van experts moet de enorme straleninwerking die die soldaten daarbij opgelopen hebben op korte of middellange duur dodelijk zijn.